# Ixocactus
Ixocactus es un género de arbustos  pertenecientes a la familia Loranthaceae. Es originario de Sudamérica. Comprende 13 especies descritas y de estas, solo 5 aceptadas.

## Taxonomía
El género fue descrito por Carlos Toledo Rizzini  y publicado en Brittonia  19(1): 62-66 en el año 1967. La especie tipo es Ixocactus hutchisonii Kuijt.

## Especies aceptadas
A continuación se brinda un listado de las especies del género Ixocactus aceptadas hasta noviembre de 2014, ordenadas alfabéticamente. Para cada una se indica el nombre binomial seguido del autor, abreviado según las convenciones y usos.	
- Ixocactus clandestinus  	(Mart. ex Roem. & Schult.) Kuijt
- Ixocactus hutchisonii 	Kuijt
- Ixocactus inconspicuus 	(Benth.) Kuijt
- Ixocactus inornus 	(B.L.Rob. & Greenm.) Kuijt
- Ixocactus macrophyllus 	Kuijt